# 鮑德溫 (密西西比州)
鮑德溫（英語：Baldwyn）是位於美國密西西比州李縣及普蘭提斯縣的城市。

## 人口
根據2020年美國人口普查的數據，鮑德溫的面積為30.15平方千米，當中陸地面積為30.03平方千米，而水域面積為0.12平方千米。當地共有人口3071人，而人口密度為每平方千米102人。